# Гоенпольдінг
Гоенпольдінг (нім. Hohenpolding) — громада в Німеччині, розташована в землі Баварія. Підпорядковується адміністративному округу Верхня Баварія. Входить до складу району Ердінг. Складова частина об'єднання громад Штайнкірхен.
Площа — 27,42 км2. Населення становить 1586 ос. (станом на 31 грудня 2020).